# Thomas Olde Heuvelt
Œuvres principales
- Hex (2013)

Thomas Olde Heuvelt, né le 16 avril 1983 à Nimègue, est un écrivain néerlandais.

## Biographie
Thomas Olde Heuvelt a fait des études littéraires à l'université Radboud de Nimègue et à l'université d'Ottawa. Son premier roman, De Onvoorziene, est publié en 2002 alors qu'il n'a que 19 ans. À partir de son troisième roman, ses récits sont publiés par la grande maison d'édition néerlandaise Luitingh-Sijthoff. Son quatrième roman, Harten Sara (2011), s'éloigne du genre horrifique pour entrer dans celui du réalisme magique.
Il connaît le succès international avec son cinquième roman, Hex (2013), dans lequel un village est sous le coup de la malédiction d'une sorcière qu'il doit cacher au monde extérieur. Il est traduit dans une trentaine de pays à travers le monde et ses droits sont achetés pour une adaptation télévisée américaine. Olde Heuvelt modifie certains détails de son roman pour la version anglaise, publiée en 2016 et dont sont issues les autres traductions y compris celle en français. Il transpose notamment le cadre de l'action des Pays-Bas à un village de la vallée de l'Hudson et change la fin pour la rendre « plus subtile ».
Sa nouvelle The Day the World Turned Upside Down remporte le prix Hugo de la meilleure nouvelle longue 2015.

## Œuvres

### Romans
- (nl) De Onvoorziene, 2002
- (nl) PhantasAmnesia, 2004
- (nl) Leerling Tovenaar Vader & Zoon, 2008
- (nl) Harten Sara, 2011
- Hex, Bragelonne, coll. « L'Ombre », 2017 ((nl) Hex, 2013), trad. Benoît Domis, 382 p.  (ISBN 979-10-281-0356-9)
- (nl) Echo, 2019
- (nl) Orakel, 2021
- (nl) November, 2022

### Recueils de nouvelles
- (nl) Om Nooit te Vergeten, 2017

### Nouvelles
- (nl) De Bank en het sterrenlicht, 2006
- (nl) De Koperen Krokodil, 2006
- (nl) Tulpen en windmolens in het Land van de Champignons, 2006
- (nl) De Kronieken van een Weduwnaar, 2008
- (nl) Alles van Waarde is Weerloos, 2010
- (nl) De Jongen die Geen Schaduw Wierp, 2010
- (nl) Achtergrond, 2011
- (nl) Harten Sara (voorpublicatie), 2011
- (nl) De Inktlezers van Doi Saket, 2012
- (nl) Balora met het grote hoofd, 2012
- (nl) De Vis in de Fles, 2013
- (en) The Day the World Turned Upside Down, 2014Prix Hugo de la meilleure nouvelle longue 2015
- (nl) Hertenhart en Gembertimbaaltjes, 2017
- (nl) Je weet hoe dit verhaal gaat, 2017